# CRC Press
La CRC Press, LLC es un grupo editorial estadounidense que se especializa en la producción de libros técnicos. Muchos de sus libros tratan sobre temas de ingeniería, ciencias y matemáticas. También se extienden a temas como negocios, ciencias forenses y tecnología de la información. La CRC Press es ahora una división de Taylor & Francis, la cual es, a su vez, una subsidiaria de Informa.

## Historia
La CRC Press fue fundada como Chemical Rubber Company (CRC) en 1903 por los hermanos Arthur, Leo y Emanuel Friedman en Cleveland, Ohio, basado en una empresa anterior de Arthur, el cual había comenzado a vender delantales de goma para laboratorios en 1900. La compañía gradualmente se expandió para incluir ventas de equipo de laboratorio para químicos. En 1913, la CRC ofreció un pequeño manual (116 páginas) llamado Rubber Handbook (lit. Manual de goma), como una iniciativa para cada compra de la docena de delantales.
The company gradually expanded to include sales of laboratory equipment to chemists.  In 1913 the CRC offered a short (116-page) manual called the Rubber Handbook as an incentive for any purchase of a dozen aprons. Desde entonces, el Rubber Handbook ha evolucionado y se ha convertido en el libro insignia de CRC, el CRC Handbook of Chemistry and Physics (lit. Manual de química y física de CRC).
En 1964, Chemical Rubber decidió en enfocarse en sus aventuras de publicación, entonces, en 1973, la compañía cambió su nombre a CRC Press, Inc, y salió del negocio de la manufacturación, saliendo de esa línea como Lab Apparatus Company.
En 1986, CRC Press fue comprada por Times Mirror Company. Times Mirror comenzó a explorar la posibilidad de vender CRC Press en 1996, y en diciembre anunciaron la venta de la misma a Information Ventures. En 2003, CRC se volvió parte de Taylor & Francis, la cual en 2004 se volvió parte de la editorial británica Informa.